# فوتبال تکاملی حرفه‌ای ۶
فوتبال تکاملی حرفه‌ای ۶ (به انگلیسی: Pro Evolution Soccer 6) ششمین بازی از سری بازیهای فوتبال تکاملی حرفه‌ای می‌باشد که در سال ۲۰۰۶ منتشر شد. همچنین اولین بازی از این سری می‌باشد که بر روی ایکس باکس ۳۶۰ و نینتندو دی اس نیز عرضه شد. نسخه ایکس باکس ۳۶۰ این بازی دارای گرافیک بهتری نسبت به دیگر نسخه‌ها بود. با این حال به خاطر محدودیت زمانی برای این نسخه، امکان ویرایش برای ایکس باکس ۳۶۰ وجود نداشت. نسخه ویندوز این بازی دارای موتور گرافیکی نسل بعدی ایکس باکس ۳۶۰ نبود ولی موتور آن همانند نسخه پلی استیشن ۲ این بازی بود.
در ابتدا قرار بود که بوندس لیگا به همراه جواز در این بازی وجود داشته باشد ولی کونامی مجبور شد که بوندس لیگا را از بازی حذف کند. یعنی بوندس لیگا در فوتبال تکاملی حرفه‌ای ۶ حتی به صورت یک لیگ بدون جواز حضور ندارد. البته تنها تیم بایرن مونیخ که دارای جواز بود در این بازی آورده شد. با این حال نام اسپانسر این تیم از روی لباس تیم حذف شد. این بازی با نسخه بعدی‌اش، فوتبال تکاملی حرفه‌ای ۲۰۰۸ جایگزین شد.

## امکانات جدید

### مسابقات بین‌المللی
فوتبال تکاملی حرفه‌ای ۶ اولین بازی در این سری بود که امکان مسابقات بین‌المللی در آن وجود داشت. معمولاً در نسخه‌های پیشین فقط در نسخه‌هایی که در ژاپن عرضه می‌شدند به صورت محدودی این قابلیت وجود داشت. به این صورت که فقط با تیم ملی ژاپن می‌توان به مسابقات جهانی راه یافت؛ ولی در فوتبال تکاملی حرفه‌ای ۶ این قابلیّت وجود دارد که با هر تیم ملی دلخواهی می‌توان وارد مسابقات بین‌المللی شد. با این حال فقط تیم‌های ملی قارّه‌های آسیا، اروپا، آمریکای جنوبی و آمریکای مرکزی و شمالی در بازی وجود داشتند. با اینکه این مسابقات جواز نداشتند ولی شباهت بسیار زیادی به جام جهانی فوتبال دارد:
- یک بازی پلی آف بین یک تیم از آمریکای جنوبی و یک تیم از اقیانوسیه شکل می‌گیرد. همچنین یک تیم از آمریکای شمالی به عنوان یک تیم آسیایی بازی می‌کند.
- تعداد تیم‌هایی که شرایط حضور در مسابقات را دارند با تعداد تیم‌هایی که در جام جهانی فوتبال واقعی حضور دارند برابری می‌کند. (۱۴ تیم از اروپا)
- تیم‌های آمریکای جنوبی نیز برابر هستند، به این صورت که ۱۰ تیم دو بار با یکدیگر بازی می‌کنند و دو تیم چهارم و پنجم وارد مرحله پلی آف می‌شوند.
- تیم‌های آمریکای شمالی نیز برابر هستند، به این صورت که ۶ تیم دو بار با یکدیگر بازی می‌کنند و دو تیم سوّم و چهارم وارد مرحله پلی آف می‌شوند.

تیم‌های قابل بازی، قبل از شروع هر بازی قابل تغییرند.
مسابقات بین‌المللی فقط بر روی نسخه‌های ویندوز و پلی استیشن ۲ وجود دارد و برای نسخه‌های ایکس باکس ۳۶۰ و پلی استیشن همراه این سری از مسابقات وجود ندارد.

## مُدهای بازی

### مسابقهٔ تصادفی
این قابلیت جدید این امکان را می‌دهد که پس از انتخاب تیم، سیستم به‌طور خودکار بازیکنان تیم، سیستم‌ها و استراتژی‌ها را مشخص می‌کند. اگر بازیکن از سبک تصادفی سیستم راضی نبود می‌تواند یکبار دیگر دستور انتخاب تصادفی را به سیستم بدهد. این قابلیت جدید در ایکس باکس ۳۶۰ وجود ندارد.

### فروشگاه PES
- مانند همیشه بازیکنان برای خرید و فروش وجود دارند؛ ولی بازیکنان جدیدی (بدون جواز، ولی بسیار شبیه به بازیکنان واقعی) وجود دارند.
- لباس‌های جدیدی قابل خریدن هستند. مانند لباس پنگوئن که بازیکنان را در یک لباس پنگوئن نشان می‌دهد.
- حالت‌های مو، شادی‌های پس از گل و استادیوم‌های جدیدی قابل خریدن هستند.
- فروشگاه PES بر روی همه نسخه‌ها وجود دارد و تنها برای نسخه ایکس باکس ۳۶۰ وجود ندارد.

### شبکه
یک قابلیت جدید در شبکه PES وجود گروه می‌باشد. به این صورت که چندین دوست با هم می‌توانند یک گروه تشکیل بدهند و یک نفر را به عنوان سرگروه انتخاب کنند. با بردن هر یک از اعضاء تیم از یک تیم که در گروه خودشان نباشد، امتیازی به گروه اضافه می‌شود. خود اعضاء گروه هم می‌توانند با یکدیگر بازی کنند. اگر فرد جدیدی بخواهد عضو یک گروه بشود نیاز به اجازه سرگروه دارد. همچنین سرگروه می‌تواند یک دعوتنامه برای بقیه بازیکنان بفرستد. در ابتدا فقط ۱۰ نفر می‌توانند عضو یک گروه باشند ولی امکان ارتقاء تعداد اعضاء گروه تا ۳۰ نفر نیز وجود دارد. گروه‌ها با توجه به امتیازشان رتبه‌بندی می‌شوند. بالاترین سطح در بازی، سطح ۱۴ می‌باشد. هر بار که گروهی یک سطح بالاتر برود، امکانات جدیدی به گروه و اعضاء گروه داده می‌شود. همانند ارتقاء تعداد اعضاء گروه یا لباس‌های جدید مانند لباس پنگوئن و ...

## تفاوت نسخه‌ها
با اینکه نسخه این بازی برای ایکس باکس ۳۶۰ بسیاری از امکانات و قابلیت‌هایی که برای دیگر نسخه‌ها وجود داشت را نداشت، ولی تنها نسخه‌ای بود که اختیارات بیشتری برای پاس دادن نسبت به دیگر نسخه‌ها داشت. همین‌طور نسبت به نسخه پلی استیشن ۲، توپ دارای فیزیک بهتری بود. همچنین در مورد ارتباط شبکه‌ای، با اینکه سال‌ها از انتشار این بازی می‌گذرد، همچنان در شبکه، بازیهای زیادی شکل می‌گیرد.

## واکنش‌ها
در سال ۲۰۰۶، فوتبال تکاملی حرفه‌ای ۶ نمره عالی ۱۰/۱۰ را از مجله رسمی پلی استیشن ۲ در بریتانیا کسب کرد که نمره‌ای بالاتر از رقیب خود، یعنی فیفا ۰۷(۹/۱۰) بود. با این حال نسخه پلی استیشن همراه این بازی به خاطر سرعت بارگذاری کم و امکانات کم در قسمت ویرایش نمره کمتری از فیفا ۰۷ به دست آورد.